# Loin des yeux, loin du cœur
Pour plus de détails, voir Fiche technique et Distribution.
Loin des yeux, loin du cœur est un film muet français réalisé par Georges Denola, sorti en 1910.

## Fiche technique
- Titre : Loin des yeux, loin du cœur
- Réalisation : Georges Denola
- Scénario : Daniel Riche
- Photographie :
- Montage :
- Société de production : Société cinématographique des auteurs et gens de lettres (S.C.A.G.L.)
- Société de distribution : Pathé frères
- Pays d'origine :  France
- Langue :  film muet avec les intertitres en français
- Métrage : 280 mètres dont 250 en couleurs
- Format : Couleur et Noir et blanc — 35 mm — 1,33:1 — Muet
- Genre : Film dramatique
- Durée : 9 minutes 20
- Dates de sortie : 
  -  France : 2 décembre 1910

## Distribution
- Paul Capellani : le lieutenant de Malperthuis
- Suzanne Goldstein : Roseline de Carmignol
- André Hall : le baron de Frangeade
- Betty Daussmond : Yveline de Clermont
- René d'Auchy
- André Barally
- Gaston Sainrat
- Paul Fromet
- Tauffenberger fils